# Andrea Regazzoni
Andrea Regazzoni (Faenza, 15 luglio 1978) è un fondista di corsa in montagna italiano.

## Biografia
Nel 2007 ha partecipato ai Mondiali di corsa in montagna, classificandosi dodicesimo e vincendo la medaglia d'oro a squadre.

## Palmarès
| Anno | Manifestazione                | Sede     | Evento         | Risultato | Prestazione | Note |
| ---- | ----------------------------- | -------- | -------------- | --------- | ----------- | ---- |
| 2007 | Mondiali di corsa in montagna | Ovronnaz | Distanza corta | 12º       |             |      |
| 2007 | Mondiali di corsa in montagna | Ovronnaz | A squadre      | Oro       |             |      |

## Campionati nazionali
2000
- 15º ai campionati italiani di corsa campestre, cross corto - 12'06"6
- Oro ai campionati italiani promesse di corsa in montagna

2001
- 28º ai campionati italiani di maratonina - 1h06'53"

2003
- 10º ai campionati italiani di maratonina - 1h04'28"
- 5º ai campionati italiani assoluti, 5000 m piani - 14'01"07
- 10º ai campionati italiani assoluti indoor, 3000 m piani - 8'14"82

2004
- 14º ai campionati italiani assoluti, 5000 m piani - 14'33"29
- 9º ai campionati italiani assoluti indoor, 3000 m piani - 8'11"46

2006
- 24º ai campionati italiani di maratonina - 1h06'51"
- 5º ai campionati italiani di corsa campestre - 35'55"
- 9º ai campionati italiani di corsa in montagna

2007
- 11º ai campionati italiani di corsa campestre - 32'41"

2008
- Argento ai campionati italiani di corsa in montagna - 1h36'23"
- Oro ai campionati italiani di corsa in montagna lunghe distanze[1]

2009
- 13º ai campionati italiani di corsa campestre - 31'12"
- Bronzo ai campionati italiani di corsa in montagna a staffetta - 1h32'17"[2] (in squadra con Mauro Lanfranchi e Massimiliano Zanaboni)

2011
- 19º ai campionati italiani di corsa campestre - 30'16"
- Argento ai campionati italiani di corsa in montagna lunghe distanze - 1h33'40"[3]
- Argento ai campionati italiani di corsa in montagna a staffetta - 1h32'17"[4] (in squadra con Mauro Lanfranchi e Massimiliano Zanaboni)

2012
- 30º ai campionati italiani di corsa campestre - 33'20"
- 8º ai campionati italiani di corsa in montagna - 53'55"
- Bronzo ai campionati italiani di corsa in montagna lunghe distanze[5]

2013
- 35º ai campionati italiani di corsa campestre - 31'45"

## Altre competizioni internazionali
1995
- Bronzo al Cross della Vallecamonica ( Darfo Boario Terme), gara juniores[6]

1999
- 11º alla Corsa di Santo Stefano ( Bologna), 5 miglia - 25'42"

2000
- Oro al Cross della Badia ( Badia), gara promesse[7]

2001
- 5º alla Corrida di San Lorenzo ( Zogno), 8 km - 24'08"
- 10º alla Cinque Mulini ( San Vittore Olona)

2002
- 29º al Giro Podistico di Vipiteno ( Vipiteno), 5 km - 14'59"

2003
- 17º alla BOclassic ( Bolzano) - 29'57"
- Bronzo al Memorial Fausto Radici - Memorial Mario Galli ( Villa d'Ogna) - 29'13"
- Oro alla Corrida di San Lorenzo ( Zogno), 8 km - 23'57"
- 5º al Giro Podistico di Vipiteno ( Vipiteno), 5 km - 14'24"
- Oro al Cross della Badia ( Badia)[7]
- 10º al Cross di Cossato ( Cossato) - 25'50"
- 21º al Cross del Sud ( Lanciano) - 25'47"

2004
- 6º al Giro Podistico Maria S.S. degli Ammalati ( Misterbianco) - 31'10"
- 4º alla Corrida di San Lorenzo ( Zogno), 8 km - 24'06"[8]
- 8º alla Ponte in Fiore ( Ponte in Valtellina), 8 km - 23'56"
- 10º alla Gonnesa Corre ( Gonnesa), 7,5 km
- 18º al Cross di Alà dei Sardi ( Alà dei Sardi) - 35'21"

2005
- 13º alla Mezza maratona di Recanati ( Recanati) - 1h06'59"
- Oro al Trofeo Sempione ( Milano)
- 8º alla Run Like a Deejay ( Milano) - 30'09"
- 5º alla Corrinfesta ( San Daniele del Friuli), 9,3 km - 28'25"
- 13º al Cross di Cossato ( Cossato) - 35'27"
- 9º al Cross Valle del Chiese ( Condino) - 33'42"
- 13º al Grand Prix Montagne Olimpiche ( Sauze d'Oulx), 12,54 km - 52'33"
- Argento alla Scalata dello Zucco ( San Pellegrino Terme), 11 km - 52'44"

2006
- 22º alla Mezza maratona di Rubiera ( Rubiera) - 1h06'51"
- 7º al Giro Podistico Maria S.S. degli Ammalati ( Misterbianco) - 31'06"
- 10º alla Oderzo Città Archeologica ( Oderzo), 9,8 km - 29'26"
- 7º al Giro delle mura Città di Feltre ( Feltre), 9,5 km - 28'03"
- Bronzo alla Corrida di San Lorenzo ( Zogno), 8 km - 24'18"
- 10º alla Ponte in Fiore ( Ponte in Valtellina), 8 km - 23'52"
- Argento al Cross di Oristano ( Paulilatino) - 29'47"
- 9º alla Edolo-Monno-Mortirolo ( Edolo), 14,5 km - 1h13'49"[9]

2007
- 18º alla Straconi Golden Run ( Cuneo) - 30'18"
- Bronzo alla Brescia Ten ( Brescia) - 30'42"
- 15º alla Ponte in Fiore ( Ponte in Valtellina), 8 km - 25'11"
- 14º al Cross Valmusone ( Osimo) - 27'28"
- Oro alla Scalata dello Zucco ( San Pellegrino Terme), 13 km - 1h03'27"
- 6º alla Madesimo-Campodolcino ( Madesimo) - 1h00'25"[10]
- 9º alla Hochfellnberglauf ( Bergen am Hochfelln), 8,9 km - 45'37"

2009
- Argento alla Mezza maratona di Alfonsine ( Alfonsine) - 1h09'48"
- 16º alla Cinque Mulini ( San Vittore Olona) - 33'10"
- 9º al Cross del Sud ( Lanciano) - 24'15"
- Argento al Trofeo Vanoni ( Morbegno) - 30'10"[11]
- Oro al Trofeo Vanoni ( Morbegno), gara a staffetta - 1h31'03"[12] (in squadra con Mauro Lanfranchi e Zanaboni)
- 7º alla Tarvisio-Monte Lussari ( Tarvisio), 11 km - 53'44"
- Bronzo alla Corsa di Montagna Bolognano-Velo ( Bolognano), 10,5 km - 56'01"

2010
- Argento al Cross della Vallecamonica ( Losine) - 31'08"
- Argento al Trofeo Vanoni ( Morbegno), gara a staffetta - 1h32'34"[13] (in squadra con Mauro Lanfranchi e Massimiliano Zanaboni)
- Oro alla Valle Sabbia Half Marathon Skyrace
- 17º alla Hochfellnberglauf ( Bergen am Hochfelln), 8,9 km - 48'48"

2011
- Argento al Cross della Vallecamonica ( Darfo Boario Terme)[6]
- 6º al Sudtirol Drei Zinnen Alpinlauf ( Sesto), 17,5 km - 1h35'25"
- Oro alla Scalata dello Zucco ( San Pellegrino Terme), 13 km - 1h04'34"
- 5º alla Valetudo Skyrunning ( Almenno San Salvatore) - 1h54'57"[14]
- 4º al Trofeo della montagna ( Angolo Terme) - 42'58"[15]
- 7º al Memorial Giovanni Bianchi ( Malonno), 9,5 km - 37'53"

2012
- 6º alla Mezza maratona sul Brembo ( Dalmine) - 1h13'42"
- 6º alla Tre Campanili Half Marathon ( Vestone) - 1h28'30"
- 5º alla Scalata dello Zucco ( San Pellegrino Terme), 13 km - 1h06'10"
- 11º al Memorial Pierluigi Plebani ( Adrara San Martino), 10,36 km - 46'31"
- Oro al Trofeo della montagna ( Angolo Terme) - 42'56"[16]
- 9º al Memorial Giovanni Bianchi ( Malonno), 9,5 km - 38'57"
- 5º al Cross Baia del Re ( Fiorano al Serio)[17]

2013
- 8º alla Mezza maratona sul Serio ( Gazzaniga) - 1h13'46"
- 4º all'International SkyRace Valmalenco Valposchiavo ( Valmalenco), 26 km - 2h14'02"[18]
- 5º alla Quattro passi in casa nostra Skyrace ( Sondalo), 23 km - 2h12'23"
- Oro alla Valcava Skytrail ( Valcava) - 1h18'42"[19]
- Oro alla Skyrunning del Canto ( Carvico) - 1h49'37"[20]

2014
- 4º alla Scalata dello Zucco ( San Pellegrino Terme), 12 km - 54'48"
- 11º al Memorial Giovanni Bianchi ( Malonno), 21 km - 1h42'25"
- Argento alla Skyrunning del Canto ( Carvico)[21]

2015
- 4º alla Corsa sulla Quisa ( Villa d'Almè) - 32'54"[22]

2016
- 8º alla Mezza maratona sul Brembo ( Dalmine) - 1h13'12"[23]
- Bronzo allo Scaldagambe Raidlight ( Carvico), 16 km[24]